# Glypta petila
Glypta petila là một loài tò vò trong họ Ichneumonidae.